# Jázaros
Los jázaros o jazares (en hebreo, singular «kuzarí» כוזרי, plural «kuzarim» כוזרים; en árabe, singular خزري, jazari; plural, خزر, jazar; en turco: hazarlar, en singular,  «hazar»; en griego: χαζαροι; en ruso: xазары; en tártaro, singular Xäzär, plural Xäzärlär; en persa, singular «xazar» خزر, plural «xazarhâ» خزرها; en latín: gazari o cosri) fueron un pueblo túrquico procedente de Asia central. Su nombre parece estar vinculado a un verbo túrquico que significa «errante» ('gezer' en turco moderno).
En el siglo VII, los jázaros fundaron un kanato independiente, el Kaganato de Jazaria o Kaganato jázaro, en el Cáucaso septentrional a orillas del mar Caspio, donde con el paso del tiempo el judaísmo se convertiría en religión oficial. En su momento de máximo esplendor, ellos y sus tributarios controlaban buena parte de lo que hoy es el sur de Rusia, Kazajistán occidental, este de Ucrania, una parte importante del Cáucaso (Daguestán, Azerbaiyán, Georgia...) y Crimea.
Los jázaros fueron aliados importantes del Imperio romano de Oriente contra el Imperio sasánida, además de constituir una significativa potencia regional en su momento de máximo esplendor. Emprendieron una serie de guerras, todas victoriosas, contra los califatos árabes, evitando así posiblemente la invasión de la Europa oriental. A finales del siglo X, su poder declinaría frente al de la Rus de Kiev, siendo absorbido su imperio por los emergentes Estados eslavos; posteriormente emigraron hacia Europa, donde formaron comunidades judías. Pequeños núcleos jázaros sobrevivieron en la estepa póntica hasta que en el siglo XIV las epidemias de peste y las invasiones mongolas los disiparon.

## Orígenes y prehistoria
Los orígenes de los jázaros son inciertos. Tras la conversión al judaísmo por parte de algunos, ellos mismos atribuirían el nacimiento de su estirpe a Kozar, hijo de Togarmés. Togarmés (Togarma en la Biblia) aparece en las Sagradas Escrituras como nieto de Jafet (uno de los tres hijos de Noé). Es improbable, sin embargo, que fuera considerado ancestro común antes de la introducción de las tradiciones bíblicas en Jazaria.
Algunos historiadores han buscado posibles relaciones entre los jázaros y las tribus perdidas de Israel, pero los expertos contemporáneos creen que son turcos migrados al oeste. Los historiadores de la URSS consideraron a los jázaros como un pueblo indígena del Cáucaso septentrional. Otros, como D. M. Dunlop, los creen vinculados a una tribu uigur, llamada K'o-sa en fuentes chinas. Sin embargo, la lengua jázara parece haber sido de origen huno, parecida a la hablada por los primeros búlgaros. Dado que los pueblos túrquicos nunca fueron homogéneos étnicamente, estas ideas no tienen por qué ser mutuamente excluyentes. Es posible que la nación jázara hubiera estado compuesta de tribus de distintos componentes étnicos, ya que los pueblos de la estepa absorbían tradicionalmente a los conquistados. El historiador Shlomo Sand los considera el origen religioso y étnico de los askenazíes, interpretación que es debatida por otros investigadores en una discusión que se nutre de criterios científicos de índole genética, lingüística y arqueológica.
Crónicas armenias mencionan a los jázaros en fecha tan temprana como finales del siglo II. Comúnmente son consideradas anacrónicas, y la mayoría de los expertos creen que se referían realmente a los sármatas o los escitas. Prisco relata que una de las naciones de la confederación huna se llamaba Akatziroi. Su rey se llamaba Karadach o Karidachus. Algunos, observando similitudes entre Akatziroi y «Ak-Jazar» (ver más abajo), han especulado que los akatzirois no eran sino jázaros primitivos.
Dmitri Vasíliev, de la Universidad Estatal de Astracán, afirmó recientemente que los jázaros se trasladaron a la región esteparia póntica sólo a finales de los años  500, estableciéndose temporalmente en Transoxiana. De acuerdo con Vasíliev, una porción de la población jázara habría permanecido en Transoxiana, bajo el dominio de pechenegos y turcos oğuz, aunque tal vez manteniendo contactos con el resto.

## Tribus
La estructura tribal de los jázaros sigue sin conocerse totalmente. Parecen haber estado divididos, como muchas otras naciones turcas, entre ak-jázaros («jázaros blancos») y kara-jázaros («jázaros negros»). Estudiosos como Graetz creyeron equivocadamente que estas denominaciones se referían a distinciones raciales, pero, de hecho, nada tenían que ver con la apariencia física o designación étnica. La diferenciación blanco-negro es una división social en tribus nómadas eurasiáticas que asocia el grupo «blanco» a la nobleza, la elite guerrera y las clases dirigentes, mientras que el grupo «negro» se referiría a plebeyos, burgueses...
Peter Golden postuló que la etnia jázara era una mezcla de hunos y otros pueblos turcos, como los sabir y hunos norcaucásicos, así como por ramas tribales provenientes de la confederación multiétnica de los köktürk.

## Auge

### Creación del Estado jázaro

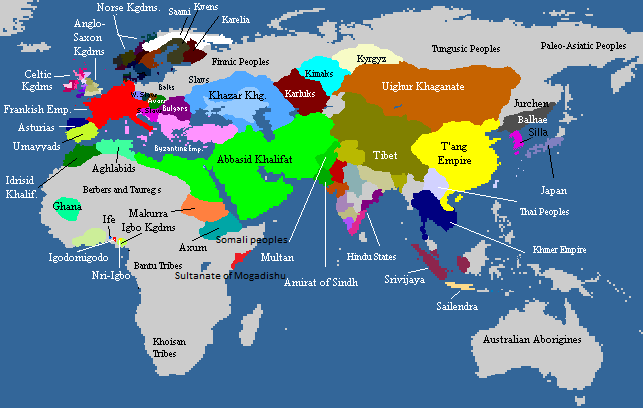
Mapa del mundo en el año 820 en el que aparece el Estado jázaro

La fase inicial de la historia jázara está unida estrechamente a la de los turcos azules, cuando el clan Ashina derrocó a los rouran en 552. A causa de conflictos internos en el siglo VII, los búlgaros, dirigidos por el clan Dulo, y los jázaros, dirigidos por el clan Ashina, se independizaron de los turcos azules. Alrededor de 670, los jázaros invadieron a los búlgaros provocando que estos se dispersaran y perdieran sus posesiones al norte del mar Negro.
La primera aparición relevante de los jázaros en la historia ocurriría con la ayuda prestada al emperador bizantino Heraclio contra los persas sasánidas. El jefe jázaro Ziebel (algunas veces identificado como gran kan Tong Yabghu de los turcos occidentales) dirigió a los suyos en la invasión de Georgia. Llegó incluso a concertarse un matrimonio entre el hijo de Ziebel y la hija de Heraclio, pero nunca llegó a hacerse efectivo.
Durante los siglos VII y VIII, los jázaros combatieron contra el califato Omeya, que mantenía pretensiones expansionistas sobre la Transoxiana y el Cáucaso. La primera guerra tuvo lugar a principios de 650 y finalizó con la derrota del ejército árabe comandado por Abd ar-Rahman ibn Rabiah fuera de la ciudad jázara de Balanjar, tras una batalla en la que ambos bandos emplearon armas de asedio contra las tropas oponentes.

### Los jázaros y Bizancio

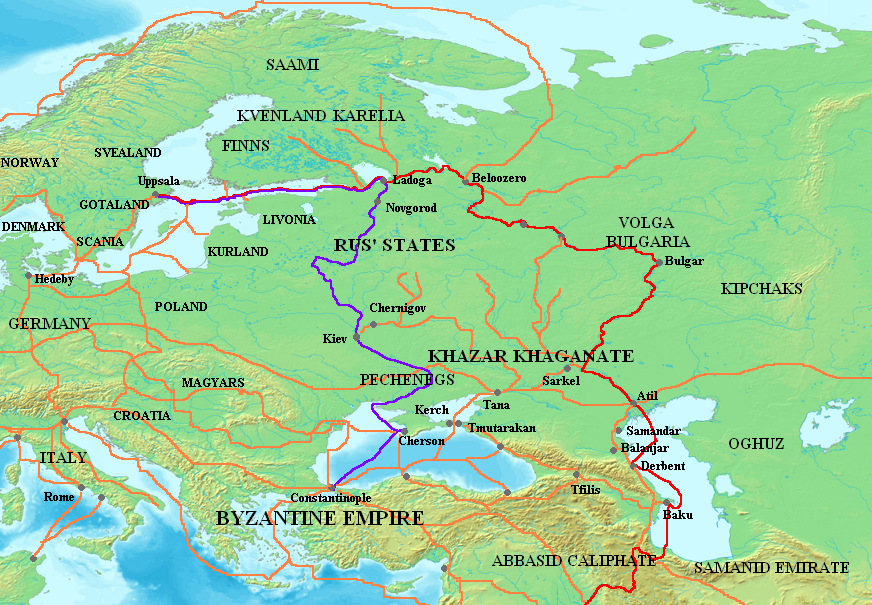
Mapa con las principales rutas de comercio varegas: las rutas comerciales del Volga (en rojo) y de los varegos a los griegos (en púrpura). El resto de las rutas comerciales de los siglos al aparecen en color anaranjado.

La supremacía de los jázaros sobre Crimea se remonta a finales del siglo VII. A mediados del siglo VIII, los godos de Crimea, que se habían rebelado, fueron derrotados y su ciudad, Doros, ocupada. Un tudun (señor) jázaro se estableció en Quersoneso en la década de 690, a pesar de que la ciudad dependía nominalmente del Imperio romano de Oriente.
Los jázaros se aliaron con el imperio durante al menos parte del siglo VIII. En 704 o 705, Justiniano II, exiliado en Quersoneso, escapó a territorio jázaro y contrajo matrimonio con la hermana del gran kan Busir. Con ayuda de su esposa, huyó de Busir, quien estaba intrigando contra él ante el usurpador Tiberio III, llegando a asesinar a dos funcionarios jázaros. Se fugó a Bulgaria, cuyo kan, Tervel, le ayudó a recuperar el trono. Los jázaros proporcionaron apoyo más tarde al general rebelde Bardanes, que acabó subiendo al trono imperial en 711 con el nombre de Filípico.
El emperador León III casó a su hijo Constantino (más tarde Constantino V Coprónimo) con la princesa jázara Tzitzak (hija del qagan Bihar), como parte de una alianza entre ambos imperios. Tzitzak, que fue bautizada como Irene, alcanzó fama por su vestido de novia, que comenzó una febril moda en Constantinopla por un tipo de túnica (para hombres) llamada tzitzakion. Su hijo León (León IV) sería conocido como «León el Jázaro».

## La segunda guerra jázaro-árabe
Las hostilidades con el Califato se reanudaron en la década de 710, con incursiones a ambos lados del Cáucaso, pero pocas batallas decisivas. Los jázaros, mandados por el príncipe Barjik, invadieron el Noroeste de Irán y derrotaron a las tropas Omeyas en Ardebil en 730, matando además al caudillo árabe al-Jarrah al-Hakami y ocupando brevemente la ciudad. Fueron vencidos al año siguiente en Mosul, donde murió Barjik, que dirigía las tropas jázaras desde un trono sobre el que iba montada la cabeza cortada de al-Jarrah. Los ejércitos árabes bajo el mando inicial del príncipe árabe Maslama ben Abd al-Malik Ibn-Marwan y luego de Marwan ibn Muhammad (el posterior califa Marwan II), atravesaron el Cáucaso y finalmente (en 737) derrotaron a un ejército jázaro comandado por Hazer Tarkhan, ocupando temporalmente la propia Atil y posiblemente forzando al qagan a convertirse al islam. La inestabilidad del régimen omeya imposibilitó una ocupación permanente: los ejércitos árabes se retiraron, restableciéndose la independencia jázara. Se cree que la adopción del judaísmo (que según Abraham Zacuto se produjo en 751) fue parte de esta vuelta a la independencia.
Sobre 739, las fuentes árabes describen al líder jázaro, Parsbit o Barsbek, como una mujer que había dirigido campañas militares contra ellos. Esto sugiere que las mujeres podían haber ocupado altos cargos dentro del Estado jázaro, posiblemente incluso el propio qagan.
Aunque detuvieron la expansión árabe hacia la Europa Oriental durante algún tiempo tras estas guerras, los jázaros acabaron obligados a retirarse tras el Cáucaso. Durante las siguientes décadas extendieron sus territorios desde el mar Caspio al este (muchas culturas todavía llaman al Caspio el «mar Jázaro»: «Hazar Denizi» en turco, «Bahr ul-Khazar» en árabe, «Darya-ye Khazar» en persa) a las regiones esteparias al norte del mar Negro en el oeste, llegando al río Dniéster.
En 758, el califa abasí Abduláh al-Mansur ordenó a Yazid ibn Usayd al-Sulami, uno de sus nobles y gobernadores militares de Armenia, desposarse con una mujer jázara de la realeza y concertar la paz. Yazid escogería a una hija del qagan Baghatur. Desafortunadamente, la joven murió inexplicablemente, tal vez en un parto. Sus asistentes regresaron a Jazaria, convencidos de que alguna facción árabe la había envenenado, y su padre montó en cólera. Un general jázaro llamado Ras Tarkán invadió lo que hoy es el Noroeste de Irán, saqueando y guerreando durante varios meses. A partir de entonces, las relaciones entre los jázaros y el Califato abasí (cuya política exterior era generalmente menos expansionista que la de sus predecesores omeyas) fueron cada vez más cordiales, exceptuando una serie de redadas en 799 por otra alianza matrimonial fallida.

## Jázaros y húngaros
Alrededor del año 830, estalló una rebelión en el jaganato jázaro. Como resultado, tres tribus kabar de los jázaros (probablemente la mayoría de los jázaros étnicos) se unieron a los húngaros y se trasladaron a través de Levedia a lo que los húngaros llaman Etelköz, el territorio entre los Cárpatos y el río Dnieper. Los húngaros se enfrentaron a su primer ataque de los pechenegos alrededor de 854, aunque otras fuentes afirman que un ataque de los pechenegos fue el motivo de su partida a Etelköz. Los nuevos vecinos de los húngaros eran los varegos y los eslavos orientales. Desde 862 en adelante, los húngaros (ya conocidos como los Ungri) junto con sus aliados, los kabar, iniciaron una serie de incursiones desde Etelköz a la cuenca de los Cárpatos, principalmente contra Francia Oriental (Alemania) y la Gran Moravia, pero también contra el principado de Panonia Inferior y Bulgaria. Luego, juntos terminaron en las laderas exteriores de los Cárpatos y se establecieron allí, donde la mayoría de los jázaros se convirtieron del judaísmo al cristianismo en los siglos X al XIII. Podría haber chamanistas y cristianos entre estos jázaros además de los judíos.

## Rus de Kiev y caída del Estado jázaro
Los caudillos de la Rus de Kiev hicieron varias guerras contra el jaganato jázaro y llegaron hasta el mar Caspio. La Carta de Schechter relata la historia de una campaña contra Jazaria por HLGW (recientemente identificado como Oleg de Chernigov) alrededor de 941, en la que Oleg fue derrotado por el general jázaro Pesakh. La alianza de los jázaros con el Imperio bizantino comenzó a colapsar a principios del siglo X. Las fuerzas bizantinas y jázaras pueden haber chocado en Crimea, y en la década de 940 el emperador Constantino VII Porfirogéneta estaba especulando en De Administrando Imperio sobre las formas en que los jázaros podrían ser aislados y atacados.
Los bizantinos comenzaron durante el mismo período a buscar alianzas con los pechenegos y los rus, con diversos resultados. Sviatoslav I de Kiev logró destruir finalmente el poder imperial jázaro en la década de 960, en un barrido circular que ocupó las fortalezas jázaras, como Sarkel y Tamatarkha, y llegó hasta los casogianos/circasianos caucásicos y luego de regreso a Kiev. Sarkel cayó en 965, seguida de la ciudad capital de Atil, ca. 968 o 969.
En la crónica rusa, la derrota de las tradiciones jázaras se asocia con la conversión de Vladimiro I de Kiev en 986. Según la Crónica Primaria, en 986 los judíos jázaros estuvieron presentes en la disputa de Vladimiro para decidir sobre la posible religión de la Rus de Kiev. No está claro si se trataba de judíos que se habían establecido en Kiev o de emisarios de algún estado remanente de judíos jázaros. La conversión a una de las religiones del pueblo de las Sagradas Escrituras era una condición previa para cualquier tratado de paz con los árabes, cuyos enviados búlgaros habían llegado a Kiev después de 985.
Un visitante de Atil escribió, poco después del saqueo de la ciudad, que sus viñedos y su jardín habían sido arrasados, que no quedaba ni una uva en la tierra, y que ni siquiera había limosna para los pobres. Es posible que se haya emprendido un intento de reconstrucción, ya que Ibn Hawqal y al-Muqaddasi se refieren a ella después de esa fecha, pero en la época de Al-Biruni (1048) estaba en ruinas.

## Desaparición
Aunque Poliak argumentó que el reino de los jázaros no sucumbió por completo a la campaña de Sviatoslav, sino que se prolongó hasta 1224, cuando los mongoles invadieron la Rus de Kiev, según la mayoría de las cuentas, las campañas de Rus-Oghuz dejaron a Jazaria devastada, tal vez con muchos judíos jázaros en fuga, y dejando atrás, en el mejor de los casos, un estado menor. Dejó poco rastro, a excepción de algunos nombres de lugares, y gran parte de su población fue indudablemente absorbida por hordas sucesoras. Al-Muqaddasi, escribiendo hacia 985, menciona a Jazaria más allá del mar Caspio como un distrito de "aflicción y miseria", con miel, muchas ovejas y judíos. Jorge Cedreno menciona un ataque conjunto ruso-bizantino contra Jazaria en 1016, que derrotó a su gobernante Georgius Tzul. El nombre sugiere afiliaciones cristianas. El relato concluye diciendo que después de la derrota de Tzul, el gobernante jázaro de los "medios superiores", Senaquerib, tuvo que pedir la paz y la sumisión.
En 1024, Mstislav de Chernigov (uno de los hijos de Vladimiro) marchó contra su hermano Yaroslav con un ejército que incluía a "jázaros y casogianos" en un intento rechazado de restaurar una especie de dominio de tipo "jázaro" sobre Kiev. La mención de Ibn al-Athir de una "incursión de Faḍlūn el kurdo contra los jázaros" en 1030 EC, en la que 10.000 de sus hombres fueron vencidos por estos últimos. Barthold identificó a este Faḍlūn como Faḍl ibn Muḥammad y a los "jázaros" como georgianos o abjasios.
Un príncipe de Kiev llamado Oleg, nieto de Jaroslav fue supuestamente secuestrado por los "jázaros" en 1079 y enviado a Constantinopla, aunque la mayoría de los estudiosos creen que esto es una referencia a los cumanos, los kipchaks u otros pueblos de las estepas dominantes en ese momento en la región del Póntico. Tras su conquista de Tmutarakan en la década de 1080, Oleg Sviatoslavich, hijo de un príncipe de Chernigov, se dio a sí mismo el título de "Arconte de Jazaria". Se dice que en 1083 Oleg se vengó de los jázaros después de que su hermano Romano fuera asesinado por sus aliados, los polovtsi / cumanos. Después de un conflicto más con estos polovtsi en 1106, los jázaros se desvanecen de la historia. En el siglo XIII sobrevivieron en el folclore ruso sólo como "héroes judíos" en la "tierra de los judíos" (zemlya Jidovskaya). Probablemente, los últimos restos del pueblo jázaro desaparecieron entre las invasiones mongolas de dicho siglo y la Peste negra de mediados del siglo XIV.